# دنيغيات
الدنيغيات أو الديديملاوية (الاسم العلمي: Didymellaceae)، فصيلة فطور مجهرية من رتبة بوغانيات.